# Hugo B. Jonsson

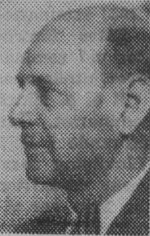
Hugo B. Jonsson

Hugo Bernhard Jonsson, född 12 augusti 1890 i Helsingborg, död där 15 december 1981, var en svensk arkitekt.
Jonsson, som var son till av byggmästare Nils Jonsson, avlade realexamen i Helsingborg 1908, därefter praktik och utbildning i byggnadsfacket till 1915 samt praktik och studier i in- och utlandet till 1934. Han drev egen rörelse i Helsingborg under firma Hugo B. Jonssons Arkitektbyrå från 1934. Han var lärare vid Helsingborgs stads anstalt för yrkesundervisning från 1920. Jonsson är begravd på Nya kyrkogården i Helsingborg.